# Шадрин, Александр Вячеславович
Алекса́ндр Вячесла́вович Ша́дрин (узб. Aleksandr Vyacheslavovich Shadrin; 4 сентября 1988, Мубарек — 21 июня 2014, Ташкент) — узбекский футболист. Бывший нападающий ташкентского «Локомотива» и сборной Узбекистана по футболу.

## Карьера
Александр Шадрин начал свою профессиональную карьеру в 2006 году в составе команды «Машъаль». В составе «газовиков» Шадрин играл с перерывом три сезона и за это время сыграл в 34 матчах, забил шесть голов. Весной 2011 года он перешёл в наманганский «Навбахор» и в течение сезона провёл девятнадцать матчей, забил четыре гола. Во время выступления Шадрина в «Навбахоре» на него обратили внимание тренеры сборной Узбекистана, в частности Вадим Абрамов.
В начале 2012 года Александр Шадрин подписал контракт с ташкентским «Локомотивом». Это был его последний клуб в карьере. В составе «Локомотива» он за два с половиной сезона играл в тридцати семи матчах и забил семь голов.

### Карьера в сборной
1 июня 2011 года Александр Шадрин дебютировал в составе сборной Узбекистана по футболу в игре против Украины. 29 февраля 2012 года, в своей последней игре за сборную, он забил свой первый и последний гол в ворота сборной Японии в матче отборочного турнира на чемпионат мира 2014 года, который принес сборной Узбекистана важную победу над японской командой. Всего Александр Шадрин сыграл в составе сборной четыре матча и забил один гол.

### Смерть
В ночь с 21 на 22 июня 2014 года Александр Шадрин умер в одной из клиник Ташкента. По имеющимся данным, причиной смерти стала язва желудка или панкреатит.

## Достижения
- Серебряный призёр чемпионата Узбекистана: 2013